# Drets del col·lectiu LGBT a Sierra Leone

Aquest és un article sobre els drets LGBT a Sierra Leone. Les persones lesbianes, gais, bisexuals i transsexuals a Sierra Leone han d'afrontar reptes legals que no experimenten els residents no LGBT. L'activitat sexual amb persones del mateix sexe (ja sigui en públic o privat) és il·legal a Sierra Leone i comporta una possible pena de cadena perpètua (amb treball forçat), tot i que aquesta llei és poc aplicada. L'activitat homosexual femenina és legal.

## Llei sobre l'activitat homosexual
L'activitat homosexual masculina és il·legal a l'empara de l'article 61 de la Llei de delictes contra la persona (1861), i és possible l'empresonament per tota la vida. L'activitat homosexual femenina és legal.
| « | Sodomia ...: Qualsevol que sigui condemnat per l'abominable crim de sodomia, comès ... amb humans ..., serà responsable ... que es mantingui en servitud penal per a tota la vida. | » |

Aquesta llei va ser heretada del Regne Unit i és "rarament (si escau) aplicada".
El 2011 Sierra Leone va ser un dels cinc països africans en unir-se a la "Declaració conjunta de les Nacions Unides sobre violacions de drets humans relacionades amb violència de drets humans basades en l'orientació sexual i la identitat de gènere", que va demanar el final dels "actes de violència, sancions criminals delinqüents sancions i violacions relacionades amb els drets humans comeses contra els individus per raó de la seva orientació sexual o identitat de gènere".

## Proteccions contra la discriminació
La constitució de Sierra Leone no protegeix contra la discriminació basada en l'orientació sexual o identitat de gènere.
La Comissió de Drets Humans de Sierra Leone no treballa sobre els drets de les persones LGBT perquè, segons el seu director de comunicació el 2011, "la llei de Sierra Leone no dona el mandat de la Comissió per defensar i donar suport als drets humans LGBT".

## Adopció de nens
Segons els Departament d'Estat dels Estats Units, "Un sol home no pot adoptar un fill, tret que hi hagi circumstàncies excepcionals o l'infant sigui fill del possible pare adoptiu. Només les parelles casades poden adoptar conjuntament."

## Condicions de vida
Segons un informe presentat per l'ambaixada dels EUA a Sierra Leone el 2011,
| « | Molts sierraleonesos creuen que l'homosexualitat és practicada exclusivament per, o per mitjà d'inducció, d'estrangers, és assumit que els homosexuals estan copiant pràctiques occidentals o motivades per l'economia. Una sèrie de sierraleonesos, fins i tot aquells amb una exposició considerable a la cultura occidental, van dir que l'homosexualitat no existeix localment i que en qualsevol cas es deu directament a la influència occidental. ... Els pocs sierraleonesos que van admetre conèixer a algú que creien que eren homosexual van dir que, en cap cas, ningú ho hauria de reconèixer obertament, i si ho fessin, serien rebutjats per les seves famílies i amics i possiblement amenaçats pels membres de la comunitat. ... Mentre que els estigmes socials mantenen l'homosexualitat a l'armari, no hi ha cap "caça de bruixes" que exigeixi una legislació més dura o l'aplicació de la llei de 1861, i això en un país on les comunitats practiquen caceres reals de bruixes. | » |

Els polítics, partits polítics i altres organitzacions polítiques de Sierra Leone no fan declaracions públiques sobre els drets de les persones LGTB o s'hi oposen per motius religiosos. Els membres de la comunitat LGBT a Sierra Leone van començar a fer campanya per als drets LGBT el 2002, amb la creació de l'Associació Dignity.
En 2004 va ser assassinada Fannyann Eddy, fundadora de la primera organització de drets LGBT a Sierra Leone, l'Associació Lesbiana i Gai de Sierra Leone. Segons els informes inicials, uns homes la van violar brutalment i la van assassinar a la seva oficina. Molts activistes dels drets humans van creure que era objectiu per ser gai i pel seu treball en nom de les dones i la comunitat LGBT. Tanmateix, la divisió d'investigació criminal de la policia de Sierra Leone va dir que l'any 2005 no hi havia proves de violència sexual i que no es podia atribuir l'assassinat a l'homofòbia. La persona acusada de l'assassinat va ser un "treballador de consergeria descontent que la Sra. Eddy havia acomiadat setmanes abans de l'assassinat" i que es va informar que "amenaçava amb venjar-se" d'ella.
El 2011 el govern, a través del Programa Nacional de Control del VIH/SIDA (NACP), va realitzar el seu primer estudi d'homes que tenien relacions sexuals amb altres homes (MSM). L'estudi va trobar que, tot i que la societat pot ser molt ràpida en etiquetar aquests homes com a "gais", molts d'ells no connecten les seves pràctiques sexuals amb ser "gai", sinó que insisteixen en una identitat heterosexual. L'estudi també va trobar que tenir múltiples socis sexuals masculins i la bisexualitat són molt freqüents entre els MSM. La taxa d'infecció pel VIH entre els MSM va ser del 7,5%, més de cinc vegades l'índex nacional del VIH, el que "significa que les comunitats de MSM són conductors importants de l'epidèmia de VIH al país". Els MSM ho contagien principalment amb relacions sexuals concurrents amb el sexe contrari. Això permet un cicle de transmissió del VIH en la probabilitat més habitual d'associació sexual múltiple. Aquesta és una gran amenaça per a la salut pública en general i s'ha convertit en una preocupació prioritària de la Secretaria Nacional del VIH / Sida de Sierra Leone ... i la NACP. La prevalença alta d'HIV entre els MSM no es pot atribuir a les seves pràctiques sexuals per se."
El primer ministre britànic David Cameron va dir a l'octubre de 2011 que el Regne Unit podria retirar les ajudes dels països que no reconeixen els drets LGBT. Com a resposta, el viceministre d'Informació Sheka Tarawallie va dir als mitjans de comunicació al novembre de 2011 que "no és possible que legalitzem els matrimonis homosexuals en la mesura que són contraris a la nostra cultura". El president de l'Església Metodista de Sierra Leone, el bisbe Arnold Temple, va dir: "L'església de Sierra Leone farà tot el possible per protegir la democràcia, però els nostres valors no acceptaran la crida del ... Sr. Cameron per als països de la Commonwealth... per acceptar la pràctica del lesbianisme i el gaïsme. Fem una crida al govern ... per informar al líder britànic que aquestes pràctiques són inacceptables i que les condemnem totalment. Àfrica no ha de ser vista com un continent que necessita ser influït per l'amenaça demoníaca, ja que els nostres valors són totalment diferents."
L'informe dels Drets Humans del Departament d'Estat dels Estats Units de 2012 deia:
| « | Una llei de 1861 prohibeix els actes homosexuals masculins ("sodomia" i "crims contra natura"); no obstant això, no hi ha cap prohibició legal contra el sexe femení. La llei de 1861 imposa una pena de cadena perpètua per "assalt indecent" contra un home o 10 anys per intentar aquest assalt. No obstant això, la llei no es va aplicar a la pràctica. Durant la revisió periòdica universal del país davant el Consell de Drets Humans de l'ONU de maig de 2011, el procurador general va dir al grup de treball que totes les persones del país estaven protegides, independentment de la seva orientació sexual. Tanmateix, el govern va rebutjar tres de les 129 recomanacions del Grup de Treball, dues reclamant la despenalització de tota activitat sexual entre els adults consultors i una altra que demana que la legislació prohibeixi la discriminació basada en l'orientació sexual i la identitat de gènere. Malgrat la manca d'aplicació de la llei de 1861, la policia continuava assetjant, detenint, colpejant i denunciant persones percebudes com a membres de la comunitat LGBT. Homes disfressats de dones foren assenyalats per detenció, assetjament i humiliació pública, però no van ser acusats de cap delicte o falta. Algunes organitzacions, inclosa DignitySL i el capítol local de Why Can not We Get Married.com treballaven per donar suport al col·lectiu LGBT, però mantenen perfils molt baixos. Les desfilades d'orgull gai i altres manifestacions públiques de solidaritat no podrien tenir lloc de manera segura. La discriminació social basada en l'orientació sexual es produric en gairebé totes les facetes de la vida per a gais i lesbianes coneguts, i molts van optar per tenir relacions heterosexuals i unitats familiars per protegir-se. En l'àmbit de l'ocupació i l'educació, l'orientació sexual era base del tractament abusiu, que va conduir a individus a deixar els seus llocs de treball o cursos d'estudi. Era difícil que els gais i lesbianes rebessin serveis de salut per por que els seus drets de confidencialitat fossin ignorats si eren honestos sobre les seves malalties; molts van optar per no fer-se proves o ser tractats per infeccions de transmissió sexual. L'habitatge protegit també era un problema per a les persones LGBT. Les famílies de persones LGBT freqüentment rebutjaven els seus fills gai, el que portava a alguns nens a recórrer a la prostitució per sobreviure. Els adults podrien perdre els seus arrendaments si la seva orientació sexual es feia pública. Les noies i dones lesbianes també eren víctimes de "violacions planificades" iniciades per membres de la família en un esforç per canviar la seva orientació sexual. Els grups religiosos promovien la discriminació contra la comunitat LGBT. | » |

## Taula resum
| Activitat sexual legal amb el mateix sexe                     | /  |
| Mateixa edat de consentiment                                  | /  |
| Lleis antidiscriminació a la feina                            | No |
| Lleis antidiscriminació en la prestació de béns i serveis     | No |
| Matrimoni del mateix sexe                                     | No |
| Lleis antidiscriminació en el discurs de l'odi i la violència | No |
| Reconeixement de les parelles del mateix sexe                 | No |
| Adopció de fillastres per parelles del mateix sexe            | No |
| Adopció conjunta per parelles del mateix sexe                 | No |
| Prestació de servei militar per gais i lesbianes              |    |
| Dret legal a canviar de gènere                                | No |
| Accés a la fecundació in vitro per lesbianes                  | No |
| Subrogació comercial per a parelles d'homes homosexuals       | No |
| Permís per donar sang als MSMs                                | No |